# تام اینس
تام کریستوفر اینس (انگلیسی: Tom Ince؛ زادهٔ ۳۰ ژانویهٔ ۱۹۹۲) بازیکن فوتبال اهل بریتانیا است.
از باشگاه‌هایی که در آن بازی کرده‌است می‌توان به باشگاه فوتبال لیورپول، باشگاه فوتبال هال سیتی، باشگاه فوتبال نوتس کانتی، باشگاه فوتبال کریستال پالاس، باشگاه فوتبال دربی کانتی، باشگاه فوتبال بلکپول، و باشگاه فوتبال ناتینگهام فارست اشاره کرد.
وی همچنین در تیم‌های ملی فوتبال زیر ۱۷ سال انگلستان، زیر ۱۹ سال انگلستان، و زیر ۲۱ سال انگلستان بازی کرده‌است.